# Edilene Andrade
Edilene Aparecida Andrade (ur. 14 marca 1971 w Ipatindze) – brazylijska judoczka.
W 1991 została brązową medalistką igrzysk panamerykańskich w wadze pow. 72 kg.
W 1992 wystąpiła na igrzyskach olimpijskich w wadze ciężkiej (pow. 72 kg) i zajęła 9. miejsce. W pierwszej rundzie przegrała z Japonką Yōko Sakaue przez yusei-gachi. Miała jednak jeszcze szansę na medal w repasażach, jednakże najpierw przegrała w nich z Amerykanką Colleen Rosensteel przez ippon, a następnie została pokonana przez Niemkę Claudię Weber przez poddanie.
W 1995 wywalczyła srebro igrzysk panamerykańskich w wadze pow. 72 kg.